# 尤利西斯 (诗)

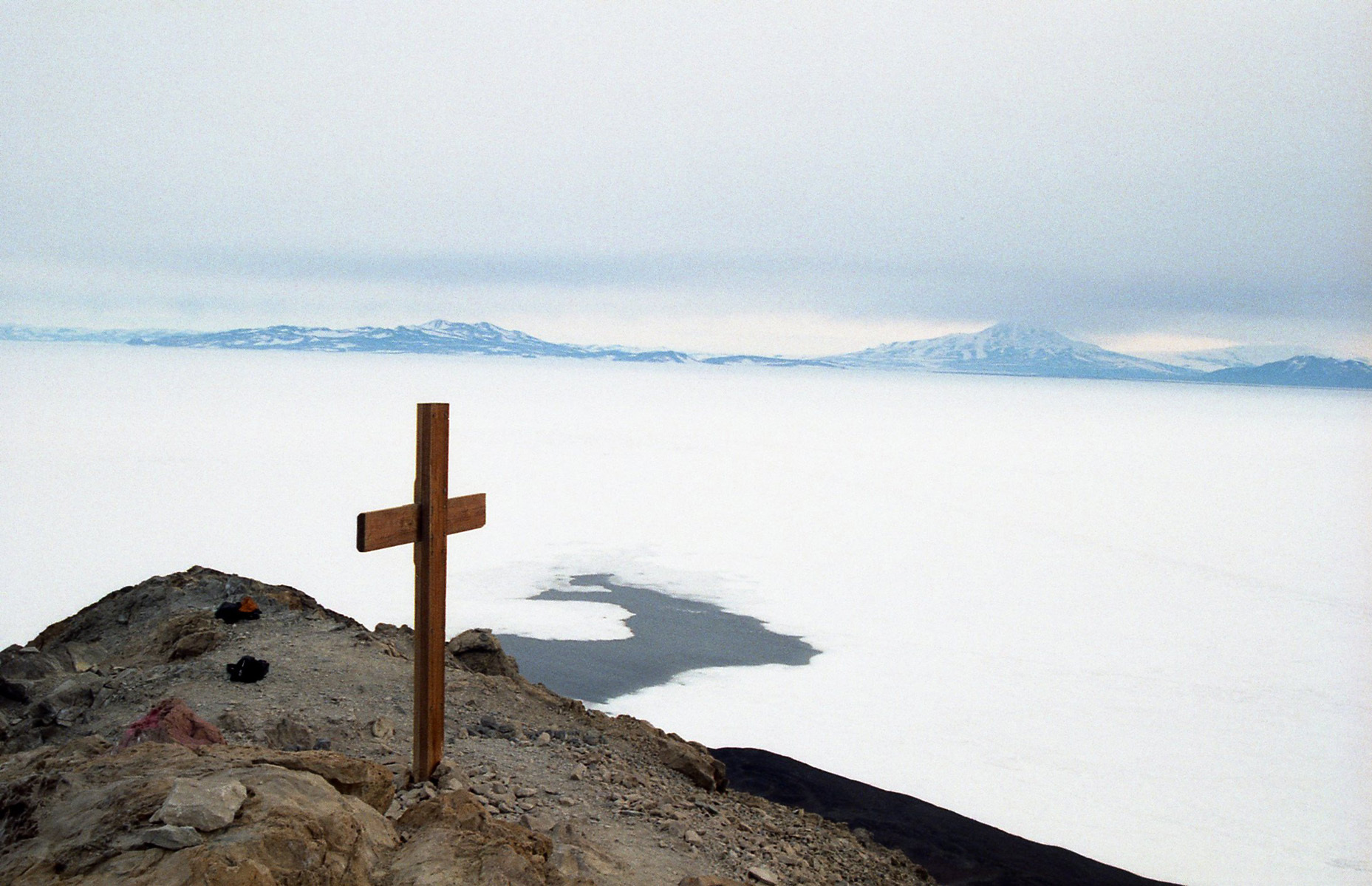
南极观测山上为纪念英国极地探险家罗伯特·斯科特而树立的十字架，其上刻有丁尼生《尤利西斯》末句：奋斗、探索、寻求，而不屈服。

《尤利西斯》（英語：Ulysses）是由英国维多利亚时期诗人丁尼生创作的一首无韵诗，该诗作于1833年，收录在丁尼生1842年出版的第二部诗集中。此诗常被作为戏剧独白诗引用，叙述了古希腊神话英雄尤利西斯（希腊语为奥德修斯）步入晚年，不安于在伊塔卡的平静生活，怀念年轻时的漫长旅途。尽管彼时奥德修斯已和妻子佩涅洛佩、儿子忒勒玛科斯重逢，他却不愿停歇步伐，期望再次启程。
对于神话英雄尤利西斯的描绘最早出现于古希腊诗人荷马的《伊利亚特》和《奥德赛》，丁尼生在此诗中亦采用了荷马的叙述。不过，也有评论指出，丁尼生或许还参考了意大利诗人但丁作品《神曲》地狱篇中的尤利西斯形象。根据但丁的描述，尤利西斯因追求超出人类可知界限的知识，以及使用特洛伊木马骗术而被送入地狱。
过去人们常认为此诗描绘了一个英雄式的尤利西斯形象，并因诗篇末句“奋斗、探索、寻求，而不屈服”而赞赏尤利西斯坚定不移的品格。这种解读也从丁尼生个人评价和他的个人经历中得到了佐证。不过，自20世纪开始，有评论家作出了新的阐释，认为此诗或许暗藏讽刺意味。他们指出，诗中的尤利西斯被描绘为自私地抛弃了自己的国家和家人，并通过展示他与早期文学作品中有性格缺陷的主角的相似性，反驳了对尤利西斯的英雄式解读。